# Stanislav Seman
Stanislav Seman   (Košice, 6 d'agost de 1952) és un futbolista eslovac retirat que jugava com a porter. Va ser membre de l'equip nacional que va guanyar la medalla d'or als Jocs Olímpics d'estiu de 1980 a Moscou.
La seva carrera transcorregué majoritàriament a la Lokomotíva Košice. Jugà amb la selecció de Txecoslovàquia un total de 15 partits. Guanyà la medalla d'or als Jocs Olímpics d'Estiu de 1980 i participà en la Copa del Món de Futbol de 1982.

## Palmarès
- Copa txecoslovaca de futbol: 1977, 1979
- Jocs Olímpics d'Estiu: 1980[1]